# Vita di Pi
Vita di Pi (Life of Pi) è un romanzo dello scrittore canadese Yann Martel. Il protagonista, Piscine Molitor Patel, è un ragazzo di Pondicherry, in India, che inizia ad esplorare i problemi della religione ad un'età precoce e sopravvive come naufrago nell'Oceano Pacifico per 227 giorni.
Il romanzo ha vinto il prestigioso Booker Prize nel 2002. È stato anche scelto per il concorso Canada Reads di CBC Radio nel 2003, dove fu sostenuto dalla scrittrice Nancy Lee. Anche la sua traduzione in lingua francese, L'Histoire de Pi, fu scelta nella versione francese della gara, Le combat des livres.

## Trama
Piscine Molitor Patel è un ragazzo indiano che, venendo preso in giro a causa del suo nome, decide di abbreviarlo in Pi. I suoi genitori gli hanno dato questo nome perché l'amico più caro del padre, esperto nuotatore e considerato come uno zio dal ragazzo, suggerisce di chiamare il piccolo con lo stesso nome di una famosa piscina pubblica di Parigi, a suo avviso la migliore piscina delle molte in cui abbia nuotato. Pi è attratto dalle religioni al punto da iniziare a professarne tre insieme. Suo padre gestisce uno zoo ma, a causa dell'instabile situazione politica ed economica dell'India negli anni Settanta, decide di emigrare con la famiglia in Canada per rifarsi una vita, dopo aver venduto tutti gli animali. La famiglia salpa insieme ad alcune bestie destinate agli zoo canadesi, ma, durante il viaggio, la nave affonda, causando la morte dei familiari di Pi (i genitori e il fratello) e di quasi tutti gli animali. Soltanto Pi e quattro animali (una zebra, un orango, una iena ed una tigre del Bengala di nome Richard Parker) riescono a salvarsi raggiungendo una scialuppa di salvataggio.
La scialuppa vaga nell'oceano per diversi giorni e Pi assiste terrorizzato all'uccisione della zebra e dell'orango da parte della iena e alla morte di quest'ultima per mano di Richard Parker. Rimasto solo con la tigre, Pi medita di ucciderla per timore di essere ammazzato a sua volta. Intanto sulla scialuppa trova un kit di sopravvivenza per i naufraghi: dei distillatori d'acqua marina, delle scorte di cibo e acqua, degli attrezzi per la pesca, giubbotti di salvataggio e altri oggetti con cui costruisce una zattera che lega alla scialuppa per stare a distanza dalla tigre. Col passare dei giorni, decide di addestrarla dimostrandosi autoritario per farsi ubbidire e per stabilire gli spazi sulla scialuppa, ma anche amichevole e generoso per aiutarla a sopravvivere.
Pi imparerà a pescare e uccidere e a combattere contro le avversità. Pur temendo spesso di morire e consapevole di essere in balia del fato, la speranza di sopravvivenza, la fede in Dio e la condivisione degli oggetti e degli spazi con Richard Parker lo motiveranno facendolo diventare comunque un uomo più risoluto e sicuro. Si affezionerà ad alcuni animali marini e resterà ammirato dai delfini, dalle balene e dagli squali. Non mancheranno gli scontri psicologici con la tigre e imprevisti come tempeste o periodi torridi, cui conseguirà malessere fisico, mentale e morale. Durante il viaggio incrocerà una nave petroliera ma non riuscirà a segnalare la propria presenza e verrà abbandonato.
A causa degli stenti, Pi perderà la vista per alcuni giorni, durante i quali farà un incontro con un altro naufrago, ma Richard Parker lo ucciderà per sbranarlo. Pi e la tigre approderanno su un'isola deserta popolata solo da suricati. Ma poi scoprirà che l'isola non è altro che un agglomerato di alghe corrosive e letali, di conseguenza la abbandonerà. Alla fine, dopo 227 giorni di naufragio, approderà in Messico dove Richard Parker, con il quale ha costruito un rapporto speciale, fuggirà in una foresta abbandonandolo.
In ospedale, davanti a due dipendenti del Dipartimento Marittimo del Ministero dei Trasporti giapponese, trarrà le conclusioni morali e religiose della sua peregrinazione e davanti alla loro incredulità, gli proporrà un altro racconto, più semplice e senza animali, invitandoli a scegliere: i due intervistatori opteranno per la storia con Richard Parker. Il libro è diviso in tre parti, ma possiede pure una struttura unitaria. La prima parte è composta dalle elucubrazioni di un ragazzo sulla spiritualità e la vita in India. La seconda (che comprende la maggior parte del testo) è la fusione del ricordo dettagliato e realistico della sopravvivenza e di una fantastica allegoria, in uno stile medioevale.
L'ultima, dove Pi viene salvato e la verità della sua intera esperienza è messa in dubbio, penetra più a fondo nell'analisi della duplice sete per la sopravvivenza e per la fede. L'ultima parte offre anche veramente al lettore la possibilità di scegliere la versione della storia che preferisce. Pi mostra due modi di guardare la stessa realtà e scegliere la storia "migliore" richiede un atto di fede. Ci sono tre importanti religioni d'interesse in questa storia: l'induismo, l'Islam ed il Cristianesimo, rappresentate da Pi Patel. Anche il concetto filosofico di ateismo è raffigurato dal signor Kumar.

## Max e os Felinosdi Moacyr Scliar
Nella prefazione del libro, Martel menziona lo scrittore brasiliano Moacyr Scliar, dicendo:
Max e os Felinos di Scliar (Max e i gatti, in Italia noto col titolo Piccola guida per naufraghi con giaguaro e senza sestante), pubblicato nel 1981, è la storia di un rifugiato tedesco che deve attraversare l'Oceano Atlantico dividendo la barca con un giaguaro. Martel dice di non aver letto il libro di Scliar, ma di averne letto una recensione molti anni prima di scrivere Life of Pi. Quando fu assegnato il premio a Martel nel 2002, Scliar disse di essere perplesso del fatto che Martel "avesse usato l'idea senza consultarlo né informarlo", e di star consultando i suoi avvocati sul problema. Nel 2005, in ogni caso, non si è fatta menzione di nessun processo per plagio sui giornali.

### Recensioni
- (EN) The Guardian review by Justine Jordan, su books.guardian.co.uk.
- (EN) Review by Grumpy Old Bookman, su grumpyoldbookman.blogspot.com.
- (EN) Salon.com review by Suzy Hansen, su salon.com.